# Urbetsch

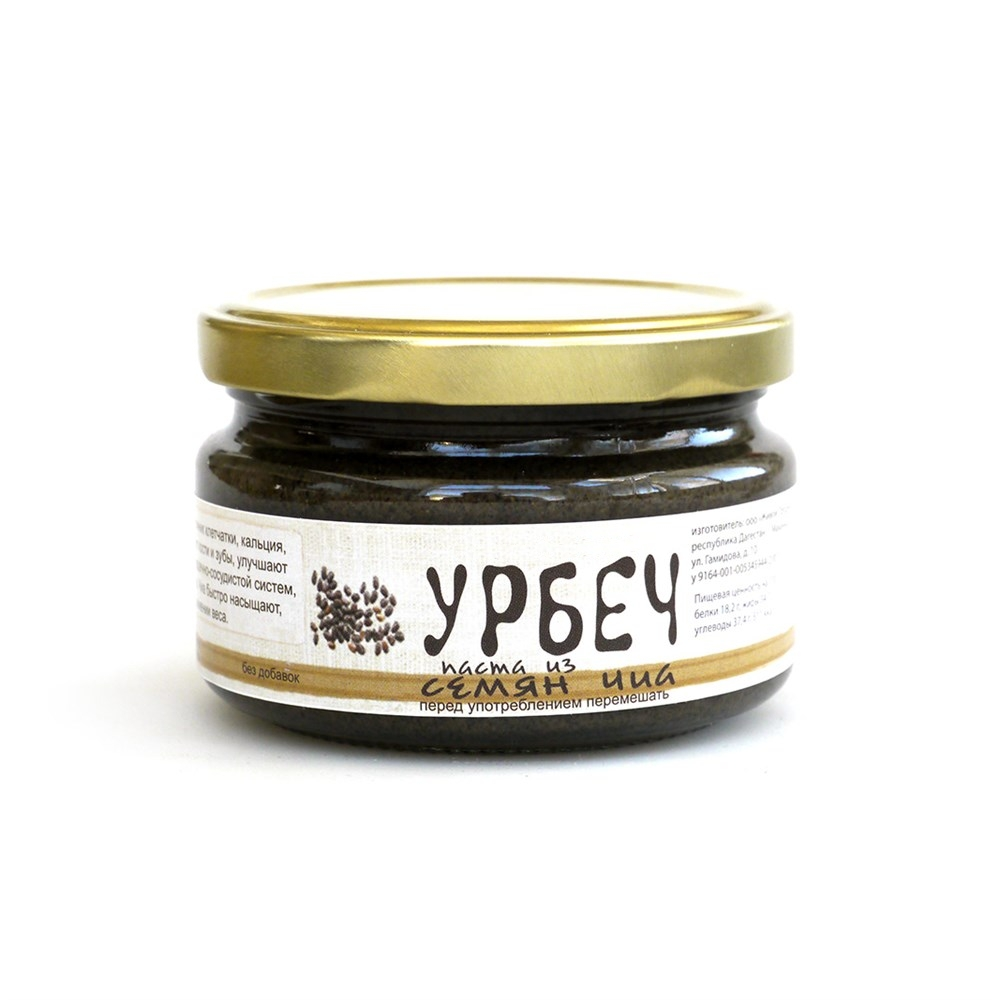
Urbetsch

Urbetsch (russisch урбе́ч, auch urba/урба́, orba/орба́/; lesgisch кӀепӀ, kep; lakisch турт, turt) ist eine dicke Paste dunkelbrauner bis schwarzer Farbe, die aus gestampften und gerösteten Leinsamen, Hanfsamen, Sonnenblumenkernen oder Aprikosenkernen gewonnen wird. Urbetsch wird in der Küche einiger Völker Dagestans verwendet, oft als Grundsubstanz der gleichnamigen Süßigkeit – in diesem Falle mit Honig und/oder Sahne angereichert. Süßer Urbetsch wird als Brotaufstrich oder Zutat zu komplexen Süßspeisen verwendet.